# Pilea pollicaris
Pilea pollicaris é uma magnoliophyta, da família Urticaceae, endémica em Maurícia. Seu hábitat natural são regiões subtropicais ou tropicais de secas florestas.